# Eccidio dei Sette Martiri
L'eccidio dei Sette Martiri è stata una strage nazista occorsa il 3 agosto 1944 nel centro storico di Venezia e nella quale furono uccisi sette prigionieri. 

## Antefatti
La notte del 2 agosto 1944 una sentinella di guardia ad un'imbarcazione della Kriegsmarine ormeggiata alla Riva dell'Impero cadde in acqua ubriaca. Gli ufficiali tedeschi, accortisi della sparizione del marinaio e pensando ad un suo rapimento da parte della Resistenza locale, diedero l'ordine di rastrellare il quartiere circostante, il popolare sestiere di Castello. Non avendolo trovato da nessuna parte, i graduati nazisti ordinarono un'immediata rappresaglia e fecero prelevare dal carcere di Santa Maria Maggiore e da Ca' Littoria sette detenuti. Di questi tre erano partigiani, uno era sospettato di complicità con la Resistenza ed i restanti tre erano renitenti alla leva della Repubblica Sociale Italiana.
I condannati vennero condotti sulla Riva, mentre una folla di circa 500 persone, principalmente abitanti del sestiere rastrellati, fu costretta dai tedeschi ad assistere all'esecuzione come monito. Dopo la fucilazione dei prigionieri, 136 uomini del quartiere vennero condotti in carcere come ostaggi. Alcuni giorni dopo, le acque della laguna restituirono il corpo della sentinella annegata.

## Vittime
- Aliprando Armellin, classe 1920, di Vercelli
- Gino Conti, classe 1898, di Cavarzere
- Bruno De Gasperi, classe 1924, di Trento
- Alfredo Gelmi, classe 1924, di Trento
- Luciano Gelmi, classe 1924, di Trento
- Girolamo Guasto, classe 1919, di Sambuca di Sicilia
- Alfredo Vivian, classe 1908, di Venezia

## Monumenti ed omaggi
Sulla casa antistante il luogo della fucilazione è stata scoperta una lapide, riportante i nomi di tutti e sette i Martiri. Nel dopoguerra la Riva dell'Impero fu ribattezzata Riva dei Sette Martiri.
L'artista Luigi Tito (Venezia 1907-1991) ha dedicato a questo eccidio un'acquaforte "I Sette Martiri, Venezia 3 agosto 1944" mm250x350, Cartella su Venezia, Corbo&Fiore editori, 1983.  
Nel 1987 dipinge l'opera "I Sette Martiri", olio su tela, cm.200x280.